# Tingis
 (février 2023).
Si vous disposez d'ouvrages ou d'articles de référence ou si vous connaissez des sites web de qualité traitant du thème abordé ici, merci de compléter l'article en donnant les références utiles à sa vérifiabilité et en les liant à la section « Notes et références ».

Tingis (en berbère: ⵜⵉⵏⴵⵉⵙ[réf. nécessaire]) ou Tingé est une déesse d'Afrique du Nord. Selon la légende, la ville de Tanger aurait été fondée par Sophax en hommage à sa mère Tingis, épouse du géant Antée il vivait en  Libye dont il était roi et célèbre pour avoir combattu Héraclès lors de ses Douze Travaux, selon Histoire naturelle de Pline l'Ancien.

## Mythologie
L'historien et archéologue Mustapha Ouachi a remarqué que la ville de Tanger est géographiquement liée à son mythe. La mère d'Antée était la déesse de la Terre tandis que son père était Poséidon qui était le dieu de la mer, selon la légende berbère. En effet, Hérodote considérait Poséidon comme un ancien dieu libyen adopté par les anciens Grecs, comme Athéna qui fut associée à Tanit.
Selon Plutarque, les Amazigh croyaient qu'Héraclès épousa Tingé après la mort d'Antée et furent les parents de Sophax. Selon le mythe, Sophax a construit la ville de Tanger (qui était connue sous le nom de Tingis selon les sources anciennes) et l'a nommée d'après sa mère.
La fondation de Tingis est un sujet débattu parmi les historiens, car il est difficile de déterminer avec certitude si ce sont les Phéniciens ou les Berbères qui ont joué le rôle principal. Certains historiens soutiennent que Tingis était initialement un établissement berbère. Les Berbères, en tant que population autochtone, auraient établi des villages dans cette région stratégiquement située à l'entrée du détroit de Gibraltar. Les toponymes locaux et certaines traditions orales suggèrent une origine berbère pré-phénicienne. Tingis pourrait avoir été fondée comme comptoir commercial au début du Ier millénaire av. J.-C. Des traces d’influence phénicienne (céramiques, inscriptions) ont été découvertes dans la région, témoignant de leur présence et de leur rôle dans le développement de Tingis en tant que port. Probablement, Tingis semble avoir été un établissement initialement berbère, qui a ensuite été influencé et développé par les Phéniciens en tant que comptoir commercial stratégique. Ce modèle est courant dans la région, où les Phéniciens établissaient des colonies en collaboration ou en superposition avec les populations locales. Avec l'essor de Carthage, Tingis aurait été intégrée dans le réseau commercial et politique carthaginois, même si son autonomie locale a probablement été maintenue comme les restes des comptoirs carthaginois. Elle était une ville importante du royaume de Maurétanie. Le nom de Sophax, roi mythique et fondateur de Tanger,  est similaire à celui de Syphax, roi de Numidie occidentale. Elle fut ensuite occupée par les Romains, elle devient, vers le Ier siècle, le chef-lieu de la province romaine de Maurétanie tingitane.